# Коваленко, Виктор Антонович
Ви́ктор Анто́нович Ковале́нко (бел. Ві́ктар Анто́навіч Кавале́нка; 21 июля 1929 — 17 августа 2001, Минск) — белорусский литературовед, критик, прозаик. Доктор филологических наук (1978), профессор (1971). Академик Национальной академии наук Республики Беларусь (1994). Лауреат Государственной премии Белорусской ССР имени Якуба Коласа (1980). Заслуженный деятель науки Белорусской ССР (1981). Член Союза писателей СССР (1962). Член ПЕН-центра (1989).

## Биография
Родился 21 июля 1929 года в крестьянской семье в деревне Саковщина Воложинского района Минской области Белорусской ССР.
В 1948 году окончил Лидское педагогическое училище. Преподавал в Добровольской семилетней школе в Гродненской области. Окончил факультет языка и литературы Минский педагогический институт имени М. Горького (1953). Работал в Свирском районе преподавателем языка и литературы Сырмежской средней школы, директором Кемелишской средней школы.
В 1959 году защитил диссертацию на соискание звания кандидата филологических наук «Дакастрычніцкая творчасць Змітрака Бядулі».
После окончания аспирантуры (1958) — научный сотрудник, в 1982—1997 годах — директор Института литературы имени Янки Купалы Академии наук Белорусской ССР. Член-корреспондент, академик Академии наук Белорусской ССР..

## Научная деятельность
Изучал процесс ускоренности развития белорусской литературы, выступал как литературный критик.

## Награды и премии
- Премия Союза писателей СССР (1976) за книгу «Прага духоўнасці»
- Государственная премия Белорусской ССР имени Якуба Коласа (1980) за участие в создании исследования «История белорусской дооктябрьской литературы» и «Истории белорусской советской литературы»
- Медаль Франциска Скорины (1997), другими медалями.

## Память
- Имя Виктора Антоновича Коваленко носит средняя школа д. Саковщина.